# Julián Apraiz Sáenz del Burgo
Julián Apraiz Sáenz del Burgo (Vitoria, 2 de noviembre de 1848-Madrid, 20 de marzo de 1910) fue un filólogo, arqueólogo y escritor español.

## Biografía
Natural de la ciudad alavesa de Vitoria, este cervantista fue director del Instituto de Segunda Enseñanza y profesor y decano de la Universidad Libre de aquella ciudad. Académico correspondiente de la Real Academia de Bellas Artes de San Fernando, colaboró también con algunas revistas, incluida Euskal-Erria. Fue promotor de diferentes instituciones culturales, entre las que se cuentan la Academia Cervántica Española y el Real Ateneo Científico, Literario y Artístico de Vitoria. Casó con Elvira Arias de Apraiz, con la que tendría cinco hijos: uno de ellos, Julián, sería arquitecto. Falleció en Madrid el 20 de marzo de 1910.

## Obras
Se cuentan entre sus obras escritas las siguientes:
- Apuntes para los estudios helénicos en España (1874)[2]
- Cervantes vascófilo. Refutación de los errores propalados por Pellicer, Clemencín, etc. Acerca de la supuesta ojeriza de Cervantes contra Euskalerria (1881)[2]
- Programa de Retórica y Poesía (1886)[2]
- Curiosidades cervantinas (1899)[2]
- Estudio histórico-crítico sobre las Novelas Ejemplares de Cervantes (1901)[2]
- Don Isidoro Bosarte y el centenario de la Tía Fingida, Vitoria (1904)[2]
- Buscapié de lecciones de literatura de D. Francisco Navarro Ledesma (1907)[2]